# 卡拉庫恰
卡拉库恰（法語：Calacuccia，法語發音：[kalakutʃ(j)a]）是法国上科西嘉省的一个市镇。

## 地理
卡拉庫恰（42°20'9"N, 9°1'3"E）面积18.77 平方千米，位于法国科西嘉上科西嘉省，该省份位于科西嘉岛北部，后者为地中海西部的一座岛屿，也是法国的一个单一领土集体，位于法国大陆部分的东南面，意大利半島的西面，最临近的地块是撒丁岛。
与卡拉庫恰接壤的市镇（或旧市镇、城区）包括：阿尔贝塔切、科尔夏、科尔泰。
卡拉庫恰的时区为UTC+01:00、UTC+02:00（夏令时）。

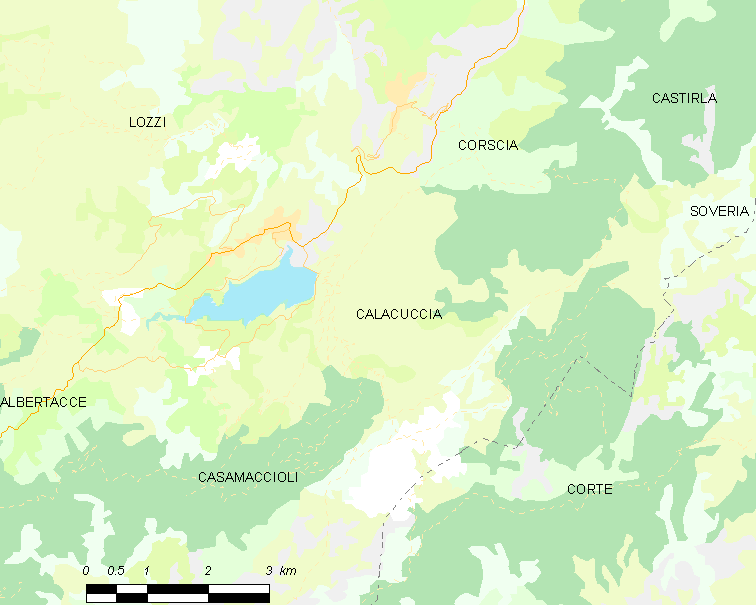
卡拉庫恰的OSM定位图

## 行政
卡拉庫恰的邮政编码为20224，INSEE市镇编码为2B047。

## 政治
卡拉庫恰所属的省级选区为戈洛-莫罗萨利亚县。

## 人口

卡拉庫恰1962-2008年间人口变化图示

卡拉庫恰于2022年1月1日时的人口数量为270人。